# Kevin Vidaña
Kevin Vidaña Sánchez (Almería, 16 de mayo de 1991) es un entrenador de fútbol español que actualmente ejerce como Coordinador de Desarrollo en Atlético JBG, un proyecto de la Junta de Beneficencia de Guayaquil con el Atlético de Madrid.

## Trayectoria profesional
Tras varias temporadas dirigiendo en ligas juveniles de España, en 2018 ficha como entrenador del Guizhou Fengyun FC, de la CFA Member Association Champions League. En las temporadas 2019 y 2020 el equipo se proclama subcampeón y campeón de Guizhou, jugando así dos fases de ascenso a China League Two.
El 23 de marzo de 2021 ficha como director técnico de Provincial Ranco de Tercera División A de Chile, consiguiendo la mejor clasificación de la historia del club, un tercer puesto en la fase final de ascenso a Segunda División Profesional de Chile y consecuente clasificación a Copa Chile 2022.
El 25 de marzo de 2022 es anunciado como nuevo director técnico de Halley-Divino Niño SC de la Segunda Categoría de Ecuador. El equipo consigue la clasificación a la segunda fase del torneo de Manabí después de 15 años, como segundo clasificado, solo por detrás de Liga de Portoviejo.El equipo cae eliminado en ida y vuelta de octavos contra Fijalán Fútbol Club.
El 5 de enero de 2023 es presentado oficialmente como director técnico de Atlético La Cruz de Segunda División de Venezuela. En este periplo destaca el debut de 9 juveniles en categoría profesional y la promoción definitiva de 7 de ellos, honorando el proyecto de desarrollo local del club. El 11 de septiembre se anuncia su cese a falta de 3 jornadas para concluir el Torneo Clausura, con el equipo vivo en sus opciones de conseguir cupo a la fase final de ascenso a Primera División de Venezuela.
El 5 de enero de 2024 ficha como nuevo entrenador de San Lorenzo Fútbol Club de Segunda División de Bolivia. El 10 de junio del mismo año se ve obligado a dejar el equipo por quiebra económica del club, con un saldo notable de 12 victorias, 4 empates y 2 derrotas entre Primera A y fase preliminar de Copa Simón Bolívar 2024 (Bolivia).
El 17 de junio de 2024, Vidaña asume el cargo de director técnico del Real Madriz, un equipo histórico de Nicaragua. Bajo su liderazgo, el equipo implementó un estilo de juego ofensivo y basado en la posesión del balón, lo que se tradujo en un rendimiento destacado: 7 victorias, 5 empates y solo 1 derrota, los mejores números del club hasta el momento. El equipo termina siendo campeón por suma de puntos y ascendiendo a Primera División.
El éxito obtenido en el Real Madriz no pasó desapercibido y el 28 de octubre de 2024 fue fichado por Club Deportivo Ocotal, equipo de Liga Primera que atravesaba una situación crítica, ocupando la última posición de la tabla y enfrentando serios problemas administrativos, dados por la involucración de jugadores en amaños de partidos  y el posterior desarmado de la plantilla en una ventana de fichajes cerrada. Vidaña acepta el desafío pero es destituido el 10 de febrero, tras no poder revertir la situación del equipo en cinco fechas.
El 1 de julio de 2025 es anunciado como Coordinador de Desarrollo de Atlético JBG, uno de los proyectos deportivos y sociales más grandes de Sudamérica, impulsado por la Junta de Beneficencia de Guayaquil en colaboración con el Atlético de Madrid.

## Clubes
| Club                                     | País      | Año       |
| ---------------------------------------- | --------- | --------- |
| Club Polideportivo El Ejido sub-19       | España    | 2015-2016 |
| Atlético Malagueño sub-19                | España    | 2017      |
| Guizhou Fengyun                          | China     | 2018-2020 |
| Provincial Ranco                         | Chile     | 2021      |
| Divino Niño SC                           | Ecuador   | 2022      |
| Atlético La Cruz                         | Venezuela | 2023      |
| Club Stormers San Lorenzo                | Bolivia   | 2024      |
| Real Madriz                              | Nicaragua | 2024      |
| Deportivo Ocotal                         | Nicaragua | 2025      |
| Atlético JBG (Coordinador de Desarrollo) | Ecuador   | 2025      |

## Obras
- El Barça con Xavi. Una filosofía de juego connatural (2021)[7]
- Columnas de opinión en Ideal (periódico)[8][9][10][11]
- Columnas de opinión en Diario Sport sobre el Barça y el mundo del deporte[12][13]